# La Llufa
La Llufa va ser una publicació d'humor en català editada a Igualada l'any 1914.

## Descripció i continguts
Portava el subtítol Periòdic mal escrit i de males intencions i a sota hi afegien sortirà sempre que pugui.
La redacció i l'administració era  a cualsevulga barraca o a Cal Pomés. Es va imprimir al taller de Codorniu i Miranda. Tenia quatre pàgines, a dues columnes, amb un format de 32 x 22 cm. Hi havia algunes il·lustracions humorístiques.
L'únic número va sortir el 28 de desembre de 1914, el dia dels Innocents, d'aquí ve el seu títol.
Era una publicació satírica que es reia de tot: dels polítics, tant de l'Ajuntament com del Congrés, de les altres publicacions igualadines, dels obrers, dels burgesos i dels partits.
En totes les citacions bibliogràfiques, excepte les de Givanel i Miret, consta equivocadament que aquesta revista es va publicar l'any 1911.
Els articles no anaven signats.

## Localització
- Biblioteca Central d'Igualada. Plaça de Cal Font. Igualada